# همسفر (فیلم ۱۳۵۴)
همسفر عنوان فیلم سینمایی ایرانی به کارگردانی و نویسندگی مسعود اسداللهی محصول سال ۱۳۵۴ است.

## خلاصه فیلم
مردی، که رئیس شرکتی است، عاطفه را اغفال کرده، اما حاضر به ازدواج با او نیست. مراسم ازدواج عاطفه با جوانی دیگر به هم می‌خورَد و او که اختلال حواس پیدا کرده، تصمیم می‌گیرد از خانهٔ پدری‌اش (غلامحسین) بگریزد. جوان جلنبری به نام علی و دایی رستم به قصد سرقت وارد خانهٔ غلامحسین می‌شوند. دایی رستم به دام می‌افتد و غلامحسین درصدد برمی‌آید که عاطفه را برای حفظ آبرو به مدت یک هفته به عقد دایی رستم درآورَد. عاطفه برای یافتن رئیس شرکت به شمال می‌رود و علی و دایی رستم مأمور می‌شوند تا در ازای هفتاد هزار تومان او را به خانهٔ پدر بازگردانند. علی عاطفه را می‌یابد و عاطفه، وقتی که بار دیگر از طرف رئیس شرکت رانده می‌شود، به قصد خودکشی می‌گریزد. علی او را تعقیب می‌کند و مانعش می‌شود. آن دو، بعد از ماجراهایی، در طول سفر به هم علاقه‌مند می‌شوند. علی عاطفه را به غلامحسین تحویل می‌دهد و پاداش خود را می‌گیرد. غلامحسین تصمیم می‌گیرد دخترش را به لندن بفرستد؛ اما علی به فرودگاه می‌رود و عاطفه با او همراه می‌شود.

## بازیگران
- بهروز وثوقی در نقش علی
- گوگوش در نقش عاطفه
- رضا کرم‌رضایی در نقش دایی رستم
- اصغر سمسارزاده در نقش غلامحسین
- حمیده خیرآبادی در نقش مادر عاطفه
- ملیحه نصیری در نقش مادر علی
- نعمت‌الله گرجی در نقش خدمتکار
- فرهاد حمیدی در نقش یدالله
- فهیمه آموزنده در نقش خواهر عاطفه
- شراره
- هدی
- گیتی بهشتی
- مجید مظفری
- احمد معینی
- حسین شهاب در نقش مرد داخل کافه
- رضا حاجیان
- ذبیح‌الله ذبیح‌پور
- گرشا رئوفی در نقش رئیس شرکت